# Charles Blanc

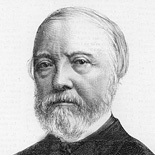
Charles Blanc

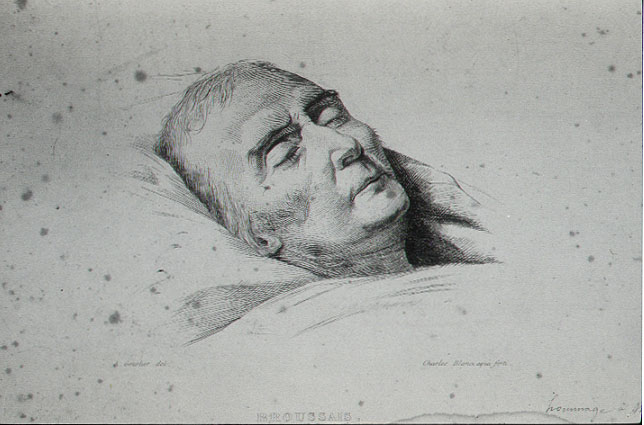
François Broussais – portret pośmiertny,
grawiura autorstwa Charlesa Blanca

Charles Blanc (ur. 17 listopada 1813 w Castres, zm. 17 stycznia 1882 w Paryżu) – francuski historyk, krytyk sztuki i rytownik.
Charles Blanc naukę rytownictwa pobierał u Paolo Mercuri i Luigi Calamatta.
W latach 1848–76 pracował nad książką Histoire des peintres de toutes les écoles - w dziele tym opublikował biografie znaczących malarzy szkół europejskich.
W 1859 założył czasopismo Gazette des beaux-arts, którego był pierwszym redaktorem.
W 1876 Blanc został członkiem Akademii Francuskiej. Od 1878 do 1882 był profesorem estetyki i historii sztuki w Collège de France. Charles był bratem Louisa Blanca.

## Dzieła
- De Paris à Venise, notes au crayon (1857)
- Histoire des peintres de toutes les écoles (1848-76)
- Grammaire des arts du dessin. Architecture, sculpture, peinture, jardins, gravure, eau-forte, camaïeu, lithographie (1867)
- Le Cabinet de M. Thiers (1871)
- L'Art dans la parure et dans le vêtement (1875)
- Les Artistes de mon temps (1876)
- Voyage de la Haute-Égypte, observations sur les arts égyptien et arabe (1876)
- Grammaire des arts décoratifs. Décoration intérieure de la maison (1881)